# Dominus Krafft

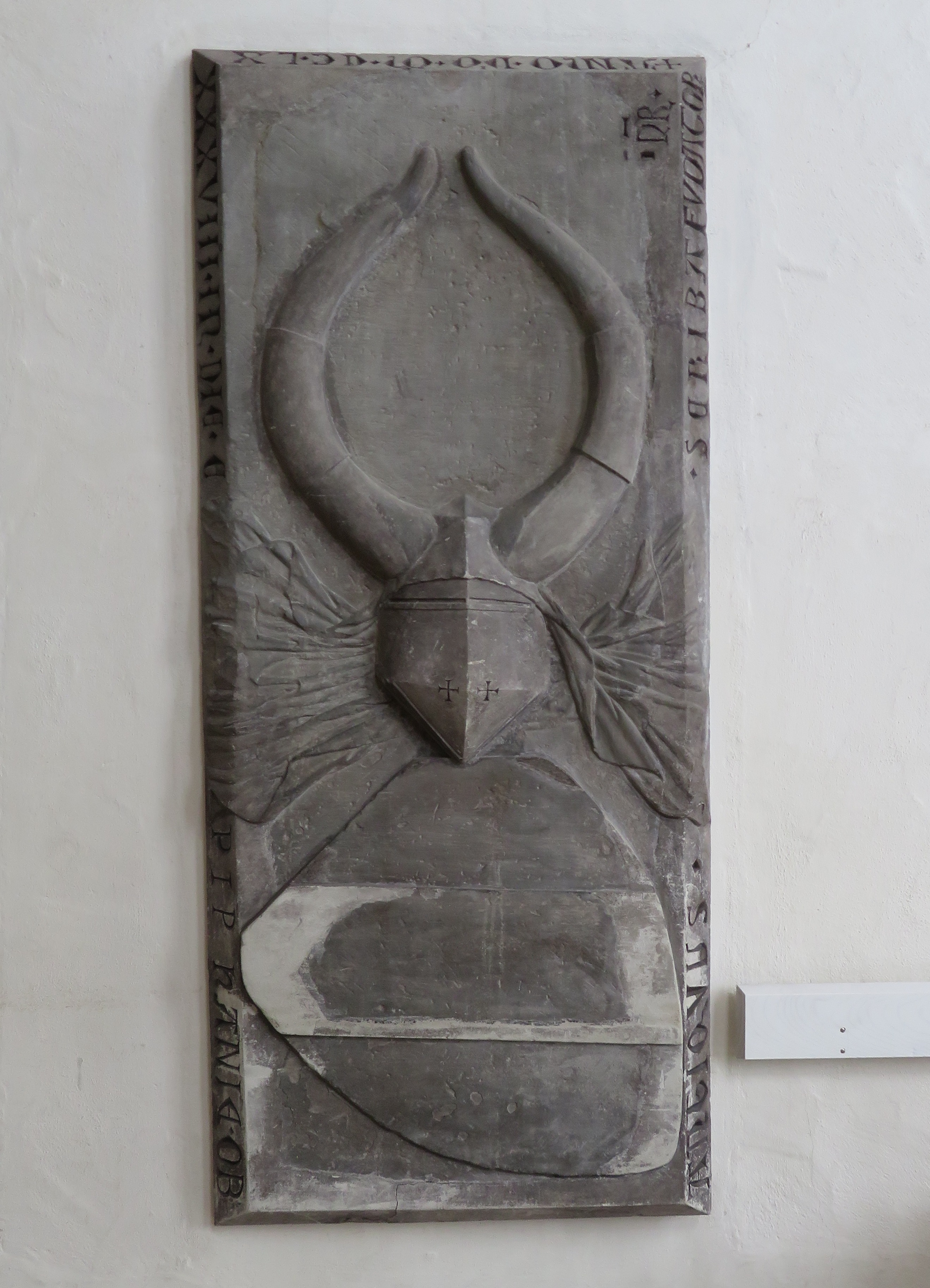
Grabplatte von Dominus Krafft im Chor der Dreifaltigkeitskirche (Ulm)

„Dominus (= Herr)“ Krafft, unrichtig auch Dominicus (* um 1250; † 6. Januar 1298 (am Tag Epiphania)) war Richter in Ulm und Stifter des dortigen Predigerklosters, nach älterer, inzwischen widerlegter Ansicht auch Kanzler des römisch-deutschen Königs Rudolf von Habsburg.

## Familie
Krafft war ein Sohn des Ulricus Scriba, mit dem er 1277 gemeinsam als Zeuge auftrat. Kraffts Brüder hießen Ulrich, Otto, Heinrich, Dietrich und Herman, eine Schwester war wohl mit Reinhart von Griesingen verheiratet. Die Mutter dieser Geschwister war wahrscheinlich eine Schwester des Ulmer Ammans Otto am Steg, dessen Wappen mit Schrägbalken Krafft und seine Brüder seit ca. 1290 führten.
Mehrere Krafft waren Scriba der Staufer Konrad (1137), Friedrich (1152) sowie Rudolfs I. (1286) und Albrechts I. von Habsburg (1298). Deren Gegner, Ulrich I., Ulrich II. und Eberhard I. von Württemberg zerstörten 1250 das Burgschloss Scharnhausen und 1292 die Kerschburg, so dass die Krafft nach Langenau an der Nau und Ulm zogen, wo sie schon seit 1227 ansässig waren, und nannten sich Krafft von Nau (Langenau). Nobilis Kraffto in Nawe, Vasall des Abtes des Klosters Reichenau, hatte 1237 die erste Gottesgabe ins Kloster Söflingen gegeben.

## Wirken
Der um 1250 geborene Dominus Krafft ist urkundlich seit 1270 in Ulm nachgewiesen, 1279 ist er als Richter bezeugt und angeblich ab 1286 als königlicher Kanzler und Stadtschreiber (er lässt sich aber in diesen Ämtern nicht nachweisen). In älteren Texten wird er als der alte Schreiber (antiquus scriba) bezeichnet.
Als 1281 die Dominikaner (Predigerbrüder) nach Ulm kamen und um einen Platz für ein Kloster baten, überließ ihnen eine Mechtildis Hunrärin ihren Garten beim Spital. Dominus Krafft trat als Gründer auf und mit seiner Hilfe bauten die Ordensbrüder die Kirche und das Kloster. (Das Ulmer Dominikanerkloster, zu dem 1468 Felix Fabri entsandt wurde, wurde 1531 aufgehoben. Davon sind nur noch die Außenmauern des dreijochigen Langchores der Kirche erhalten geblieben.)
Nach dem Tod des Königs Rudolf I. im Jahr 1291 wurden Dominus Krafft und seine Brüder Ulrich, Otto (war ab 1294 in Augsburg; † 1311 ?), Heinrich, Dietrich und Hermann, sowie der Herzog Konrad von Teck aus der Stadt Ulm vertrieben. Drei Jahre später kehrte er zurück.
Dominus Krafft starb im Alter von ca. 48 Jahren Anfang Januar 1298; seine Grabplatte ist erhalten. Sie befindet sich heute in der ehemaligen Dreifaltigkeitskirche, dem heutigen Haus der Begegnung in Ulm, wo sie zu einem nicht bekannten Zeitpunkt in die nördliche Wand des Chores eingemauert wurde. Ihre Inschrift lautet: lateinisch „anno domini 1298 in die epiphanie obiit dominus Kraffto antiquus Scriba fundator noster“. Diese Grabplatte ist das älteste erhaltene Denkmal der Patrizierfamilie Krafft und das älteste Steindenkmal Ulms.

## Ehe und Kinder
Dominus Krafft war mit Elisabeth verheiratet, beide machten 1290 eine Mahlzeitstiftung an das Ulmer Spital. Das Ehepaar hatte folgende Kinder:
- Kraf(f)t der Schreiber, der Junge († 19. Oktober 1329), 1322 und 1326 als Richter in Ulm genannt, er stiftet 1314 eine Jahrzeit im Kloster Elchingen für seinen Vater „hern Kraft“, die am „Obrosten Abende des zwelften tages“, also am Vorabend des Todestages gefeiert werden soll; er übernimmt vom Vater die landauischen Lehen und die Beherbergung der Grafen von Tirol, deren Zahlungen an ihn von 1298 bis 1325 in deren Raitbüchern nachzuweisen sind, verheiratet mit einer Schwester der Brüder Chunrat, Liuprant und Job von Halle
- Hermann Krafft (* um 1275, † 1328), Richter in Ulm, Städterechner 1309
- Otto Krafft (* um 1280, † 18. März 1343), Richter in Ulm
- Ludwig Krafft († 3. November 1338), Richter in Ulm; Großvater des Bürgermeisters Ludwig Krafft († 1397)[16]